# Sis dies de Dresden
Els Sis dies de Dresden era una cursa de ciclisme en pista, de la modalitat de sis dies, que es corria a Dresden (Alemanya). Només es van disputar tres edicions en dos anys. Willy Lorenz i Karl Saldow guanyaren les tres edicions.

## Palmarès
| Any             | Primers                    | Segons                              | Tercers                       |
| --------------- | -------------------------- | ----------------------------------- | ----------------------------- |
| 1911            | Willy Lorenz · Karl Saldow | Richard Grossmann · Fritz Schallwig | Willi Marx · Fritz Stellbrink |
| 1912 (març)     | Willy Lorenz · Karl Saldow | Walter De Mara · Eugen Stabe        | Otto Pawke · Karl Rudel       |
| 1912 (desembre) | Willy Lorenz · Karl Saldow | Iver Lawson · George Wiley          | Tommy Hall · Alfred Halstead  |